# Термичка обрада
Под термичком обрадом се подразумева термички (термални) третман металног материјала (легуре) у циљу постизања жељених механичких особина. Термичка обрада се изводи у области температура на којима се материјал налази у чврстом стању. Термичка обрада материјала се врши у посебним пећима које могу бити: 1)коморне; 2)тунелске; 3)јамске. Након загревања у тим пећима врши се контролисано хлађење. Средства за расхлађивање могу бити: 1)каде са водом; 2)каде са уљем; 3)каде са оловом.
Код челика на пример постоје следећи типови термичке обраде:
- Отпуштање
- Побољшање

Термичке обраде челика без фазних трансформација:
- Жарење
- Рекристализационо жарење

Термичке обраде челика са фазним трансформацијама:
- Нормализација
- Висока нормализација
- Хомогенизација

Термохемијске обраде:
- Цементација
- Нитрирање
- Карбонитрирање
- Алуминирање
- Каљење
- Површинско каљење
- Индукционо каљење
- Tempcore-метода